# La guerra de las lenguas

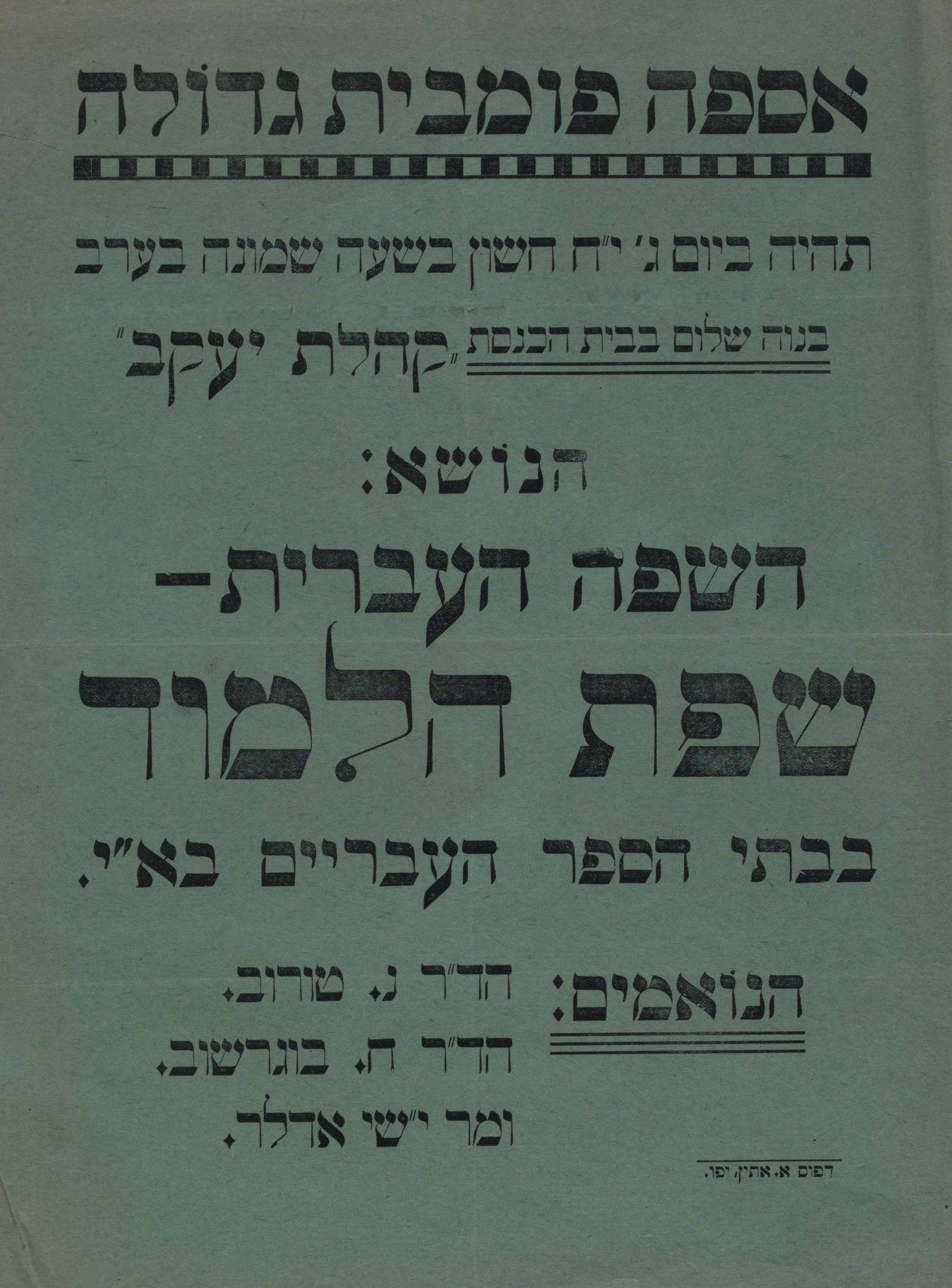
«La tormenta de carteles: la batalla por la lengua hebrea»

La guerra de las lenguas (en hebreo: מלחמת השפות‎ ; Milhemet HaSafot) fue un acalorado debate en la tierra de Israel sobre el idioma de instrucción en las nuevas escuelas judías del país. Esta «guerra lingüística», que se libró contra la sociedad "Ezra" de judíos alemanes, tuvo un impacto inusual y sirve como símbolo de la victoria de la renovación nacional judía y fue un acontecimiento fundamental en la historia del resurgimiento de la lengua hebrea.

## Trasfondo
En 1904, el hebreo era el idioma de instrucción en 6 de las 29 escuelas organizadas en la Tierra de Israel. En 1908 se decidió establecer la primera institución postsecundaria profesional en Israel, de la que más tarde surgió el Technion. El nombre elegido para la nueva institución fue Technikum (en hebreo: טכניקום‎ ), cuyo objetivo era formar y entrenar a trabajadores cualificados (jefes de obra, técnicos, ingenieros auxiliares). Además, se crearía junto a ella una escuela con dos especialidades, una técnica y otra práctica.

## Historia
En 1913, la agencia de ayuda judía alemana, que había mantenido escuelas para inmigrantes judíos en Palestina desde 1905, buscó establecer el alemán como idioma de instrucción en la primera escuela secundaria técnica, el Technikum, en Haifa (más tarde, el Technion), ya que esta lo patrocinaba.   Esto desató una controversia pública entre aquellos que apoyaban el uso del alemán y aquellos que creían que el hebreo debería ser el idioma hablado por el pueblo judío en su tierra. La cuestión no era sólo ideológica, porque hasta entonces, el hebreo era fundamentalmente una lengua litúrgica y carecía de términos técnicos modernos. 
La empresa "Aid", que era una organización judía alemana no sionista, donó la mayor parte del dinero a la institución, y su dirección, encabezada por el Dr. Paul Nathan, decidió que se utilizaría el alemán, y no el hebreo, como idioma principal de instrucción, principalmente porque desde consideraciones prácticas el alemán tenía una ventaja como idioma aceptable en ciencias. El hebreo era un idioma que se había comenzado a hablar de forma no religiosa recientemente, y había una gran falta de vocabulario y herramientas técnicas y científicas que permitieran la educación científica en este idioma.
El Museo de la Ciudad de Haifa produjo una exposición sobre la "Guerra de las Lenguas", curada por Svetlana Reingold, en 2011. 